# Pinchas Menachem Alter

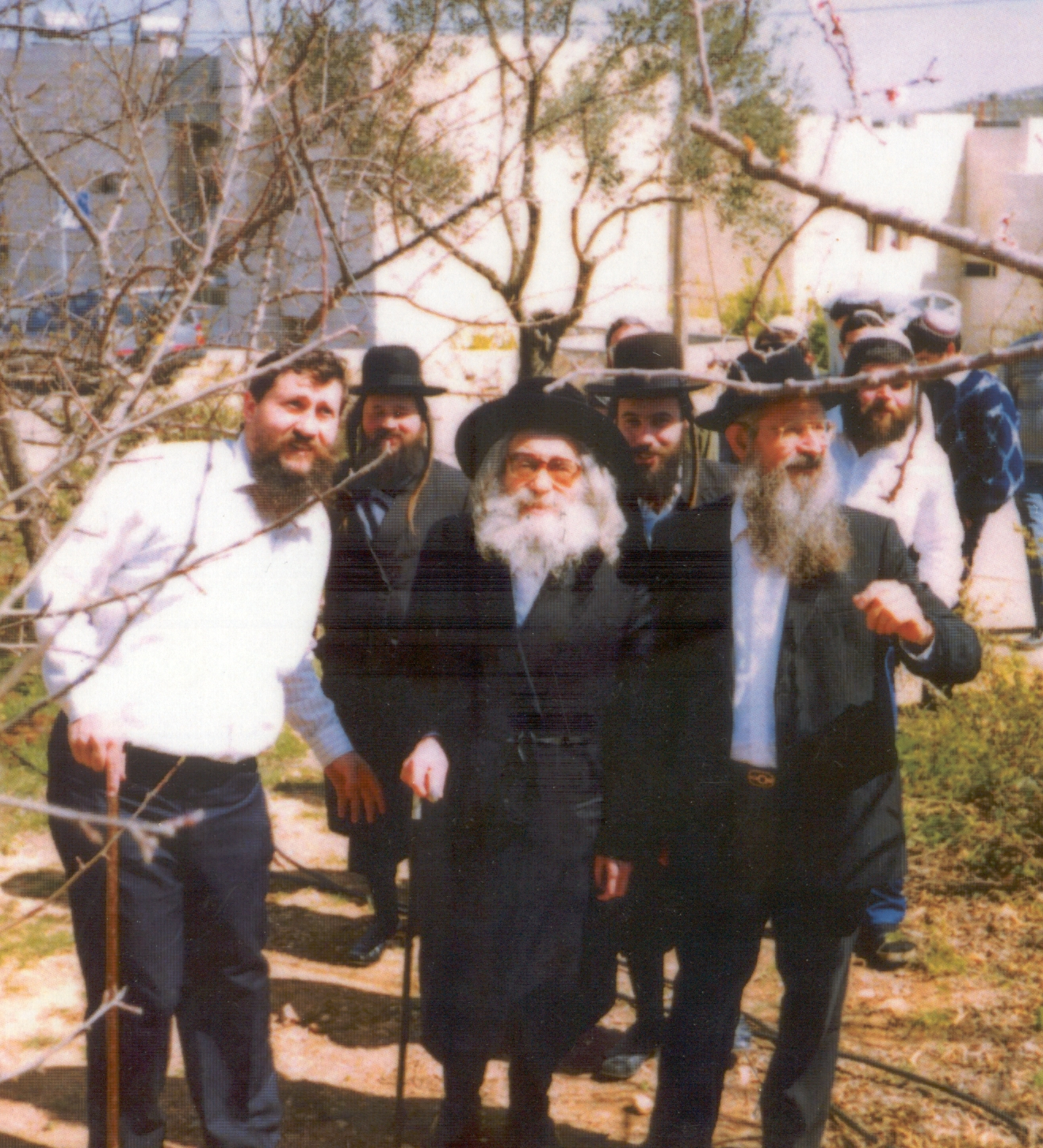
Raw Pinchas Menachem Alter (Bildmitte)

Raw Pinchas Menachem Alter, Pne Menachem, Admor von Gur (geboren am 3. Juli 1926 in Góra Kalwaria; gestorben am 7. März 1996 in Jerusalem) war ein chassidischer Rabbiner, Rosch-Jeschiwa und Gerer Rebbe von 1992 bis 1996. Er war der letzte Sohn Avraham Mordechai Alters (auch Imrei Emes) und hatte mit seiner Familie 1940 vor den Nationalsozialisten über Italien nach Palästina fliehen können.
Pinchas Menachem Alter wurde in Góra Kalwaria geboren. Er war der einzige Sohn der zweiten Ehe des Rabbiners Avraham Mordechai Alter mit Feyge Mintshe Biderman. Er hatte vier Halbbrüder, darunter die Rabbiner Yisrael Alter und Simcha Bunim Alter, und zwei Halbschwestern. Nach dem Zweiten Weltkrieg heiratete er seine Cousine Tzipora Alter.
An seiner Beerdigung nahmen einige zehntausend Menschen teil.